# Igłówka brązowawa

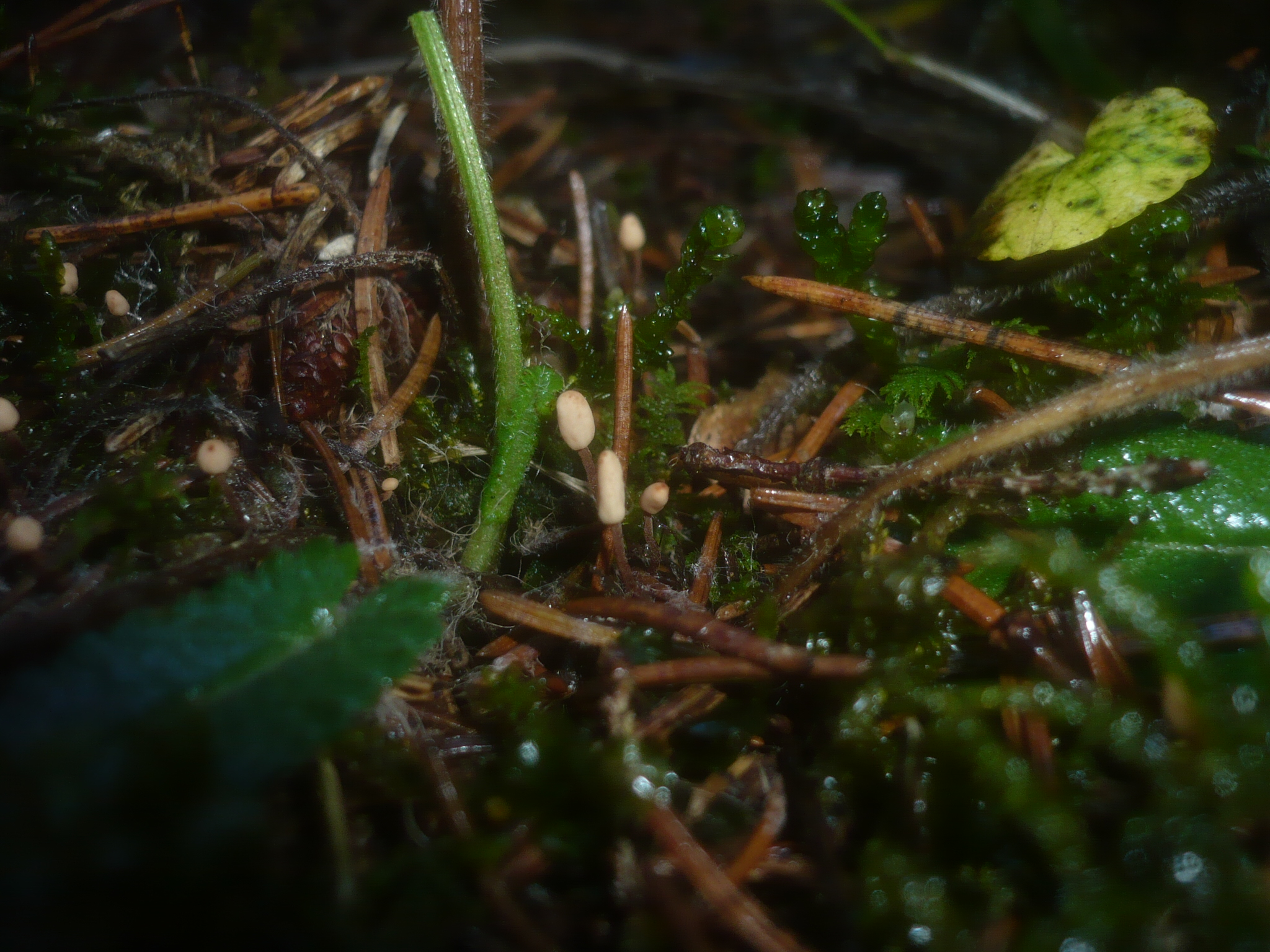

Igłówka brązowawa (Heyderia abietis (Fr.) Link) – gatunek grzybów należący do rzędu tocznikowców (Helotiales).

## Systematyka i nazewnictwo
Pozycja w klasyfikacji według Index Fungorum: Heyderia, Cenangiaceae, Helotiales, Leotiomycetidae, Leotiomycetes, Pezizomycotina, Ascomycota, Fungi.
Po raz pierwszy takson ten opisał w 1821 roku Elias Fries, nadając mu nazwę Mitrula abietis. Obecną nazwę nadał mu w 1833 r. Johann Heinrich Friedrich Link. Pozostałe synonimy:
- Gymnomitrula abietis (Fr.) S. Imai 1941
- Leotia mitrula Pers. 1801
- Leotia mitrula var. strobilina Alb. & Schwein. 1805
- Leotia mitrula var. vulgaris Alb. & Schwein. 1805[2].

Polska nazwa występuje w pracy M.A. Chmiel w 2006 roku.

## Morfologia
Owocniki
Typu apotecjum, złożony z główki i trzonu. Główka cylindryczna o szerokości 2 mm i żółtej, gładkiej powierzchni. Trzon o wysokości 3 mm, szerokości 0,4 mm, czerwonawo brązowy, delikatnie oprószony.
Cechy mikroskopowe
Askospory 10–19,8 × 2,1–3,5 μm, Q= 3,57–6,84, wrzecionowato cylindryczne, czasami zakrzywione, gładkie, szkliste, bez przegród, z kilkoma małymi gutulami. Worki 55–64 × 5,8–7 μm, 8-zarodnikowe, maczugowato-cylindryczne, z tępo stożkowatymi, amyloidalnymi wierzchołkami. Parafizy 58–67 × 2,9–4 μm, szkliste, cylindryczne z tępymi wierzchołkami i przegrodami. Strzępki w skórce trzonu ułożone palisadowo, maczugowate, 14–23 × 4,7–8,2 μm. Kontekst w trzonie złożony z równoległych strzępek o szerokości 3,0–8,5 μm i ścianach inkrustowanych pigmentem.

## Występowanie i siedlisko
Występuje w Ameryce Północnej, Europie i Azji. M.A. Chmiel w 2006 r. przytoczyła kilka stanowisk tego gatunku w Polsce. W późniejszych latach również podano jego stanowiska, aktualne stanowiska podaje także internetowy atlas grzybów. Znajduje się w nim na liście gatunków zagrożonych i wartych objęcia ochroną.
Saprotrof rozwijający się na opadłych igłach jodły, sosny i świerka. Zazwyczaj owocniki pojawiają się masowo, ale na jednej igle tylko jeden. Z powodu niewielkich rozmiarów są trudno dostrzegalne.